# 别廷芳
别廷芳（1883年12月25日—1940年3月14日），字香斋，河南内乡县丹水镇张堂村人（今西峡县阳城乡），历任内乡县民团第二团团长、宛属十三县联防司令、河南省第六区抗战自卫团司令等职，是宛西自治主要领袖之一。自治业绩斐然。他信奉“治乱世用重典”的信条，平民与官员在别氏法律面前一律平等，凡违反别氏政令者，轻则棍责，重则枪杀，对土匪格杀勿论。他从1929年开始推行地方自治“以自卫保护自治，以自治促进自养，以自养根治穷和乱”，效果卓著。十年内战期间，红二、四方面军长征均避其锋。中日全面战争爆发后，别廷芳部会袭击襄阳、确山、桐柏、沁阳四县交界处新四军竹沟办事处。1940年，别廷芳病死。1946年6月，共军李先念部通过该区，仍遭民团顽强阻击，损失惨重。

## 生平

### 称霸内乡
别廷芳九岁开始读私塾，1900年3月15日，十八岁的他与李氏结婚，二十岁时因祖父母、父母先后病故，始辍学务农。退学后，常结伙打猎，练出一手好枪法。
清末，张堂一带土匪横行，别廷芳受乡绅杜升举荐为“禁头”，立“禁”自卫，并组织乡民修建用来“剿匪”的老虎寨，并坚持在老虎寨修筑工事，操练寨勇，继为寨主。经多年努力，老虎寨工事坚固，且具一定实力，别廷芳成为威震当地的人物。1914年，别廷芳采取“併寨”之法，先后将朝阳山寨、石创寨、三关寨和赵营、杜营等纳入自己的地盘。至1920年，他的势力范围达丹水、阳城全境。次年，回车民团大队长杨保三被嵩县土匪杀死，回车清乡局局长符春轩邀请别廷芳主持回车局事务，别欣然从命，他统辖的兵力很快发展至500余人。1922年春，内乡民团首领张和宣将别廷芳委任为西二区民团分团首领。1923年，南阳镇守任别廷芳为第四混成团团长，负责北山治安。1926年，别受任于南阳驻军第一补充旅第一团团长。同年12月，他击败张和宣后控制了全县民团。1927年春，邓州、镇平、内乡、淅川民团公推别廷芳为四县民团总指挥，他在西峡口马王庙组成内乡民团司令部，指挥全县军务。自此，别廷芳统揽内乡军事大权，称霸内乡。

### 宛西自治
1928年，镇平县乡村自治人物彭禹廷返乡创办自治，别廷芳与其接触后，深受影响。遂于1929年9月27日，联合镇平的彭禹廷、邓县的宁洗古、淅川的陈重华等人在内乡杨集召开会议，商议采纳彭禹廷关于实行宛西自治主张，决定实行联防自治，会上推举别廷芳为宛西四县联防司令。为提高民团官兵素质，1928年他分别在西峡口和内乡县城设立教导团，培训军事骨干，依靠骨干训练团丁。1929年又在石创寨建立造枪厂（后迁至铁佛寺），十余年造步枪2万支，轻重机枪1800挺，迫击炮150门，炮弹数万发，手榴弹数万枚，逐步改善了民团的武器装备。为了便于军事行动，还修公路、架电线，加强县、区、乡、镇的交通通讯联系。

### 抗击日寇
抗日战争爆发后，别廷芳任宛属十三县联防司令，拥有训练有素的持枪壮丁20余万，是鄂豫陕边界的一支举足轻重的地方民团武装力量。中國共產黨为了拉拢别廷芳，派郭以青、袁宝华等人做了大量的统战工作，1938年6月，别廷芳表示愿意和中國共產黨合作抗日，随后，别廷芳派一个团的武装驻防确山县竹沟新四军八团队留守处一带，同新四军联合设防，共同抗日。1938年8月，蒋介石在武汉亲自召见了别廷芳，委任他为河南省委六区（即南阳地区）抗敌自卫团司令。从武汉回到宛西后，别廷芳就公开反共，并逮捕镇平亲共人士王扶山，面对这种局面，中國共產黨又派出别廷芳的至交李益闻出面斡旋，王扶山被释放。1939年5月，在第一次新唐抗战中，别廷芳亲率精锐民团武装7000余人，配合国民党军队英勇作战，大破日军，消灭日寇3000多人，生俘120名，收复新野、唐河两县。国民党中央军事委员会授予别廷芳“陆海空军一等奖章”，民团也受到第五战区司令长官李宗仁的明令嘉奖。

## 病逝及陵墓
1940年2月2日，别廷芳赴洛阳参加军事会议，一战区司令卫立煌欲削弱其兵权，国民党将领汤恩伯又对其进行攻击，他羞愤交加，抱病返回，病情日益加重，医效甚微。3月14日（农历二月六日）子时含恨而逝。别廷芳逝世后，葬于其家门附近的观音堂，棺用古柏木，内填水银。他的陵墓以袁世凯墓为样板来修建。9月16日衣冠冢在西峡的莲花寺岗落成。衣冠冢前是一座高2.16米，宽0.54米，厚0.15米的主碑。底座是一巨型灵龟，顶端有二龙戏珠碑帽。碑的正面是中华民国监察院长于右任题写的“别公香斋之墓”六个大字，背面是上海百川金石书画研究社社长陈懒云撰写并书丹的碑文。此碑目前收藏于西峡县文化馆。

冢前大道南伸，路侧雕竖石人石马，跨路建有三座汉白玉牌坊，上刻国民政府颁赠的匾额“忠义昭彰”。主席林森赠的匾额“赍志成旃”，挽联“努力乡村建设，不求闻达于世”。蒋介石赠匾“绩著乡邦”，挽联“行阵早搴旗，鼙鼓中原思猛将；修途惊折轴，金戈满地失干城”。冯玉祥题辞“怪人伟业”，于右任题词“平生事业数新唐”，李宗仁题词“抗战建国功追武穆”，孙科题词“承国你遗教，擎自治大旗”等。